# مونی (فیلم)
مونی (به تامیلی: Muni) فیلمی محصول سال ۲۰۰۷ و به کارگردانی راغوا لارنس است. در این فیلم بازیگرانی همچون راغوا لارنس، ویدهیکا، راجکیران، وینو چاکروارتی، کوای سارالا، کدهال داندپانتی، راهول دو ایفای نقش کرده‌اند.
در سال ۲۰۱۱ دنباله این فیلم با نام مونی ۲ ساخته شد.